# Neomyia diffidens
Neomyia diffidens är en tvåvingeart som först beskrevs av Walker 1856.  Neomyia diffidens ingår i släktet Neomyia och familjen husflugor. Inga underarter finns listade i Catalogue of Life.